# لوئیس برومفیلد
لوئیس برومفیلد (به انگلیسی: Louis Bromfield) (زاده ۲۷ دسامبر ۱۸۹۶ - درگذشته ۱۸ مارس ۱۹۵۶) نویسنده آمریکایی بود.

## آثار
- درخت سبز خلیج
- تصرف
- خزان زودرس (اول پائیز)
- بیست و چهار ساعت
- فصل بارندگی فرا رسید
- شب در بمبئی
- رودخانه وحشی
- خانم پارکینگتون
- چه بر سر آنا بولتون آمد
- دره مطبوع
- کلرادو
- مزرعه مالابار
- بیرون از زمین